# Physcia villosula
Physcia villosula är en lavart som beskrevs av Roland Moberg. Physcia villosula ingår i släktet Physcia och familjen Physciaceae.   Inga underarter finns listade i Catalogue of Life.